# Длиннохоботные плавты
Длиннохоботные плавты или афелохиры (лат. Aphelocheirus) — род насекомых из отряда полужесткокрылых, единственный в семействе Aphelocheiridae.

## Распространение
Около 60 видов в восточном полушарии, в России — пять видов. Самый распространённый вид в Европе — Плавт летний (Aphelocheirus aestivalis (Fabricius, 1794)).

## Описание
Голова почти равной длины и ширины. Хоботок длинный.